# Peter Kürten
Peter Kürten (ur. 26 maja 1883 w Kolonii, zm. 2 lipca 1931 tamże) – niemiecki seryjny morderca, zwany Wampirem z Düsseldorfu. Sprawca 9 morderstw.

## Życiorys
Był trzecim z trzynaściorga dzieci; jego rodzina żyła w biedzie przez ojca alkoholika. Dzieci często bywały świadkami stosunków seksualnych swych rodziców, zdarzały się też kazirodcze stosunki ojca z córkami i pomiędzy rodzeństwem. 

### Zbrodnie
Kürten twierdził, że zabijania nauczył go sąsiad – hycel. Ten pokazał mu jak się maltretuje i zabija psy. Wtedy zabijanie bardzo go zafascynowało. Niedługo potem Kürten popełnił prawdopodobnie swe pierwsze morderstwo, spychając dwóch rówieśników z tratwy, którą pływali po Renie. Zbrodni tej nigdy mu nie udowodniono.
Gdy Kürten miał 13 lat, rodzina przeprowadziła się do Düsseldorfu. Tam uciekł z domu i żył z napadów rabunkowych. W wieku 15 lat został aresztowany za kradzież i wkrótce otrzymał pierwszy z 17 wyroków, jakie miały złożyć się na 27 lat jego życia. Do roku 1904 Kürten częściej przebywał w więzieniu niż na wolności.
25 maja 1913 roku włamał się do gospody pod nieobecność właścicieli i zamordował ich 13-letnią córkę. Kürten udusił ją i dla pewności, że nie żyje, poderżnął jej gardło scyzorykiem. Niedługo po tej zbrodni został przyłapany na kradzieży i następne 8 lat spędził w więzieniu.
Powróciwszy do Düsseldorfu w 1921 roku, Kürten rozpoczął uczciwe życie. Ożenił się i znalazł pracę w lokalnej fabryce. Jednak w 1929 jego mordercze skłonności powróciły. Do lipca 1929 Kürten dokonał dwóch morderstw i trzech napadów, których ofiary cudem przeżyły. W sierpniu 1929 znaleziono ciała dwóch dziewczynek (5 i 14-latki), obie zostały bestialsko uduszone. I tak do listopada liczba ofiar Petera wzrosła o 4 zamordowane kobiety. Doszło też do 5 napadów, jedna z ofiar podała opis sprawcy napadu.

### Zatrzymanie i proces
W maju 1930 roku Kürten wyznał żonie, że to on jest poszukiwanym mordercą i polecił jej, by ta opowiedziała o tym policji. 24 maja 1930 roku Kürtena aresztowano. Wszystkie ocalałe ofiary napaści rozpoznały go jako sprawcę. 
Proces Kürtena rozpoczął się 13 kwietnia 1931 roku i trwał 10 dni. Peter Kürten został dziewięciokrotnie skazany na śmierć za dziewięć morderstw, które mu udowodniono. Wyrok przez dekapitację wykonano 2 lipca 1931 roku o godz. 6 rano.

## Odniesienia w kulturze masowej
- film M – Morderca z 1931, którego fabuła została oparta na historii Petera Kürtena.
- W grudniu 2019 powstały 2 odcinki podcastu Kryminatorium prowadzonego przez Marcina Myszkę, które opisują proces zatrzymania oraz doprowadzenia do aresztu Petera[2].
- W 2008 nakręcono 6 odcinków polskiego serialu Glina, w którym nawiązano do Petera Kürtena - seryjny morderca przyjął imię i nazwisko Piotr Kurten i bestialsko mordował młode kobiety[3]

## Ofiary
| Lp. | Ofiara             | Wiek | Data                 |
| --- | ------------------ | ---- | -------------------- |
| 1.  | Christine Klein    | 13   | 25 maja 1913         |
| 2.  | Rosa Ohliger       | 8    | 9 lutego 1929        |
| 3.  | Rudolf Scheer      | 45   | 13 lutego 1929       |
| 4.  | Maria Hahn         | 30   | 11 sierpnia 1929     |
| 5.  | Gertrude Hamacher  | 5    | 24 sierpnia 1929     |
| 6.  | Luise Lenzen       | 13   | 24 sierpnia 1929     |
| 7.  | Ida Reuter         | 31   | 30 września 1929     |
| 8.  | Elizabeth Dörrier  | 22   | 11 października 1929 |
| 9.  | Gertrude Albermann | 5    | 7 listopada 1929     |